# Саша Ирбе
Саша Ирбе (Александра Эмиловна Ирбе; 22 ноября 1980, Киров, СССР) — российский поэт, режиссёр.

## Биография
Родилась 22 ноября 1980 года в Кирове. Имя при рождении Елена Леонидовна Лыхина. Отец, Лыхин Леонид Николаевич, слесарь-инструментальщик на заводе «Лепсе». Мать, Ожиганова Екатерина Николаевна, библиотекарь, воспитатель детского сада, медсестра. Стихи начала писать с шести лет. В школьные годы занималась в студии бардовской песни и театральной студии «Живое слово». Первая публикация стихов состоялась в 1993 г. В кировской газете «Наш вариант» было напечатано стихотворение «Щенок». Первая подборка стихов была опубликована в 1996 г. в газете «Кировская правда». В 1997 г. при Кировском Доме творчества тиражом 100 экземпляров вышел первый поэтический сборник «А сны мои — птицы…». До 2003 г. печатается под псевдонимом Маргарита Лирова. Сразу после окончания школы делает попытку поступить в Литературный институт им. Горького (не прошла творческий конкурс). В 2001 году окончила Кировский колледж культуры (режиссура массовых зрелищ), вышла замуж, родила ребёнка, работала обозревателем рубрик «Культура» и «Образование» в газете «Губернские Вести». В 2003 году поступила в Литературный институт им. Горького (семинар И. Волгина) и переехала в Москву.
В 2004 году в «Булгаковском доме» состоялась премьера поэтического спектакля С. Ирбе «Видения Маргариты» по одноимённому циклу стихов. В этом же году знакомится с Валерием Дударевым и Ниной Красновой, в течение нескольких лет посещает творческие «Вторники» журнала «Юность». С 2006 года — Член Союза писателей России, а в 2007-м выходит первая московская книга стихов «Другое время».
В 2006—2007 годах работала руководителем экскурсионно-театрального отдела в КЦ «Булгаковский дом», затем (2011—2018 год) художественным руководителем центра «Огни столицы», автором совместных экскурсионно-театральных проектов арт-центром «Ветошный», каналом «ТВ-3».
С 2005-го по 2019 год лет была автор и ведущей многочисленных литературных маршрутов по Москве: «Шестидесятники. Громкие лирики», «Диалог двух гениев. Бунин и Чехов в Москве», «Новодевичье. Литературные могилы», «Роковая Любовь. Дункан и Есенин», «Москва Марины Цветаевой», «Москва Серебряного века».
В 2013 году в Библиотеке имени Платонова и в Доме творчества на Покровском бульваре прошли сольные вечера Саши Ирбе. В 2014 году совершила сольное турне по Северному Кавказу со своим поэтическим спектаклем под названием «Кавказ-Москва». В 2015 году в Центральном Доме Журналиста состоялся первый поэтический перформанс «Поэзия под барабаны». Совместно с Санкт-Петербургским институтом кино и телевидения стала автором постановки «Пять слов о прощании» по мотивам «Мистерии» А. Скрябина к 100-летию со Дня смерти композитора и мини-спектакля «Любовь и скрипка». В 2016 году стала автором сценария и одной из исполнительниц спектакля-концерта «Вечер женской поэзии» и «Лабиринты Любви» в Центральном Доме Журналиста. В этом же году при поддержке Министерства культуры Российской Федерации вышла пятая книга Саши Ирбе «Горячий аккорд».
С 2016 по 2022 жила на два города: Москву и Санкт-Петербург. В обеих столицах вела летнюю программу «Стихи на воде», где на борту теплохода читала стихи и рассказывала об истории русской литературы.
Во время эпидемии коронавируса вышел цикл статей «Поэтический канон» в журнале «Prosodia». 
В 2022 году в журнале «Москва» выходит первая публикация прозы «Случайный роман». В этом же году начала вести курс лекций на Даче-музея Маяковского по отечественной литературе.
В 2023 году создала курс лекций-перформансов для КЦ «Хитровка» (Некоммерческое образовательное частное учреждение культуры «Смайл театр»).
Подборки стихов выходили в журналах «Литературная учёба», «Юность», «Московский вестник», «Волга — XXI век», «Кольцо А», «Москва», «Балтика», «Российский колокол», «Наш современник», «Литературная Россия», «Новые Известия» сетевых журналах «Чайка», «45-я параллель» «Арт-бухта» .
Победитель конкурса «Стихотворение года» («Литературная учёба»), «Вся королевская рать» («Союз писателей XXI век»), «Золотая пчела», лауреат Грушинского фестиваля в номинации «Поэзия», дипломант конкурса «Словенское поле» (гражданская поэзия) и «Чем жива душа» («За эмоциональную чуткость и преданность поэзии»), стипендиат «Года Литературы 2015», лауреат конкурса «Золотой микрофон 2016», обладатель гран-при Всероссийского 29-го фестиваля памяти Ю. Визбора «Горные вершины», лауреат журнала «Балтика» (в номинации «поэзия» за 2018 г.)

## Оценки
- Критик и литературовед Эмиль Сокольский в журнале «Дети Ра» писал, что «в стихах Саши Ирбе реальность внешней повседневности сменяется реальностью внутреннего зрения, внутреннего видения. И радость, и томление духа у неё становятся истинной реальностью лишь тогда, когда перекладываются в стихотворные строки». Поэзию Ирбе Сокольский характеризует, как «поэзию ощущения», для неё она «не просто значительная часть жизни, но — вся жизнь целиком»[21]
- Игорь Волгин представляет поэтическое пространство Саши Ирбе в двух измерения: «в одном кот, который гуляет по крышам и хищной мордой в столовые лазит котлы, в другом некое таинственной существо, идол, вносимый в гробницу фараона, древний прообраз нынешнего обыденного кота». Постоянно присутствующая в стихах двухмерность, по словам Волгина, «придает им физическую узнаваемость и метафизический объём»[22]
- Поэт и переводчик Герман Гецевич писал: «Стихи Саши Ирбе из потока других стихов отличаются не поддельным, а природным лиризмом. ... Они кровными узами связаны с русской поэтической традицией. Не умозрительны и витиеваты, а страстны и эмоциональны. Поэт пишет не то, что думает, а то, что чувствует и переживает»
- Литературовед и писатель Борис Тарасов сравнивает поэзию Саши Ирбе с голосом женской души, её отчаянием и надеждой найти гармонию в мире, где рушатся мечты, где незаметно стирается и погибает в человеке человеческое[23]
- Положительно отзывался о стихах Ирбе, вошедших в сборник «Горячий аккорд», поэт и сценарист телеканала «Культура» Александр Крастошевский: «Вот так: писала-то, должно быть, про себя — а сумела волшебным образом отыскать ключик к каждому. И всё же в каждом её стихотворении переливается всеми цветами радуги её душа, распахнутая всем ветрам поэзии и не очерствевшая от соприкосновения с грубыми реалиями повседневности»[24]